# جيمي جليسون
جيمي جليسون (بالإنجليزية: Jimmy Gleason) هو مهندس أمريكي، ولد في 17 فبراير 1898 في فيلادلفيا في الولايات المتحدة، وتوفي في 12 سبتمبر 1931.

## روابط خارجية
- جيمي جليسون على موقع DriverDB.com (الإنجليزية)